# Mürzsteg
Mürzsteg est une commune autrichienne du district de Bruck-Mürzzuschlag en Styrie. Elle comprend aussi le village de Frein an der Mürz.

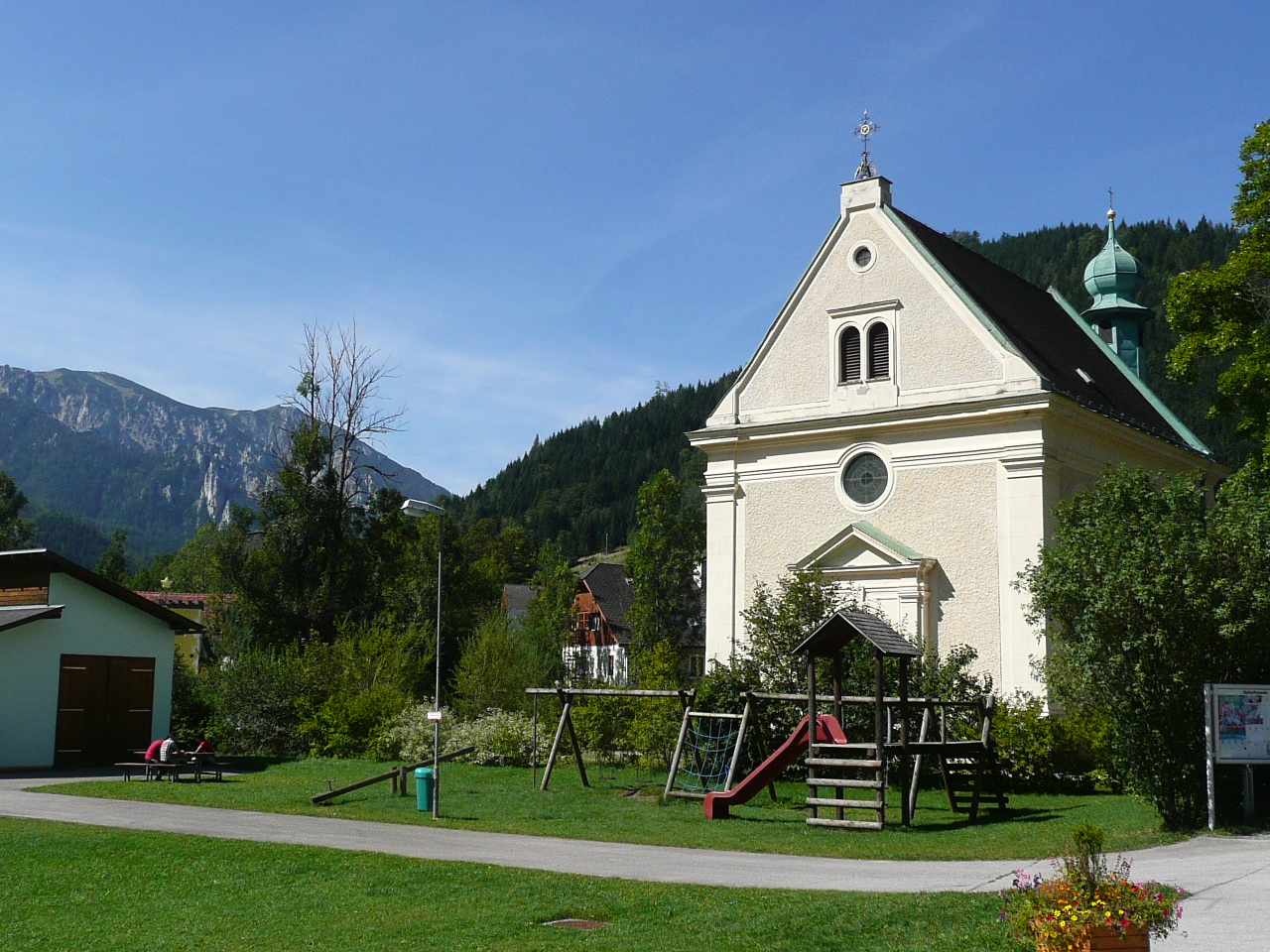
La place et son église

## Géographie
Au nord de Frein commence la montée au col de Lahnsattel, qui mène en Basse-Autriche.

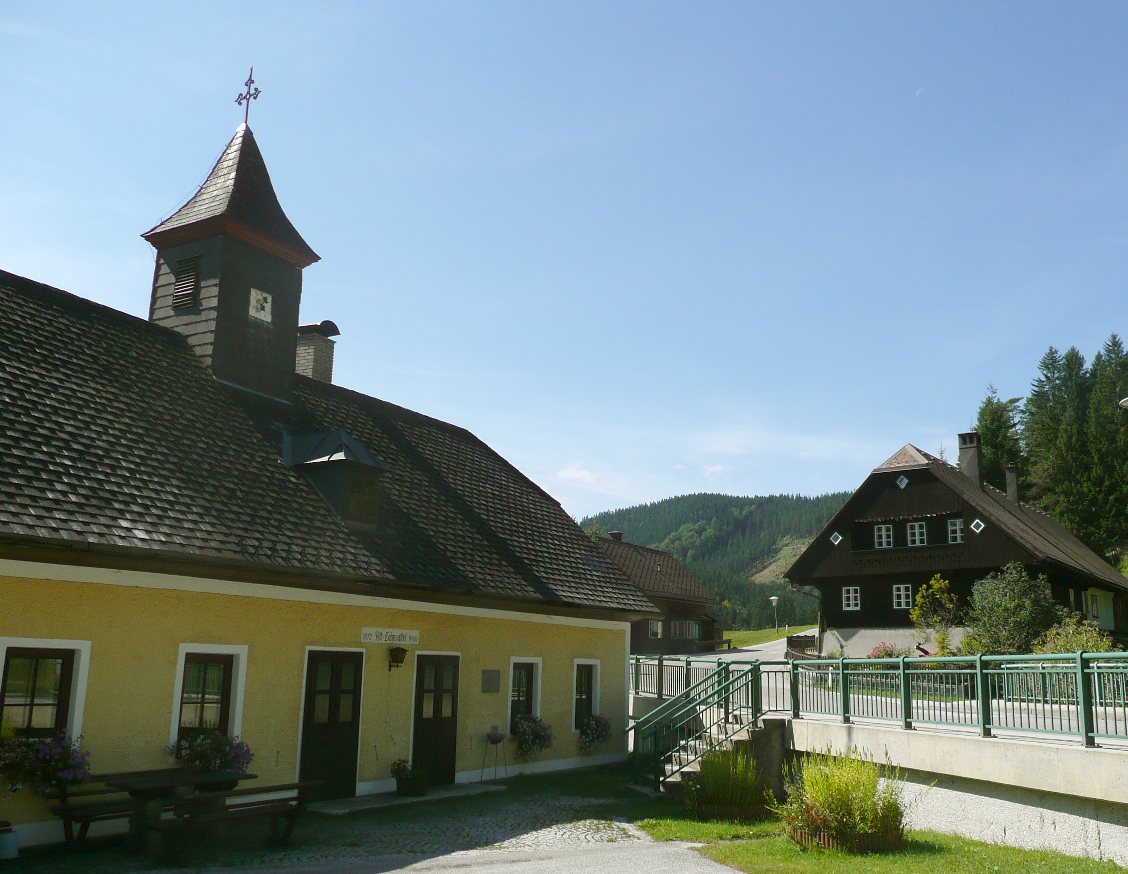
Vers le col du Lahnsattel

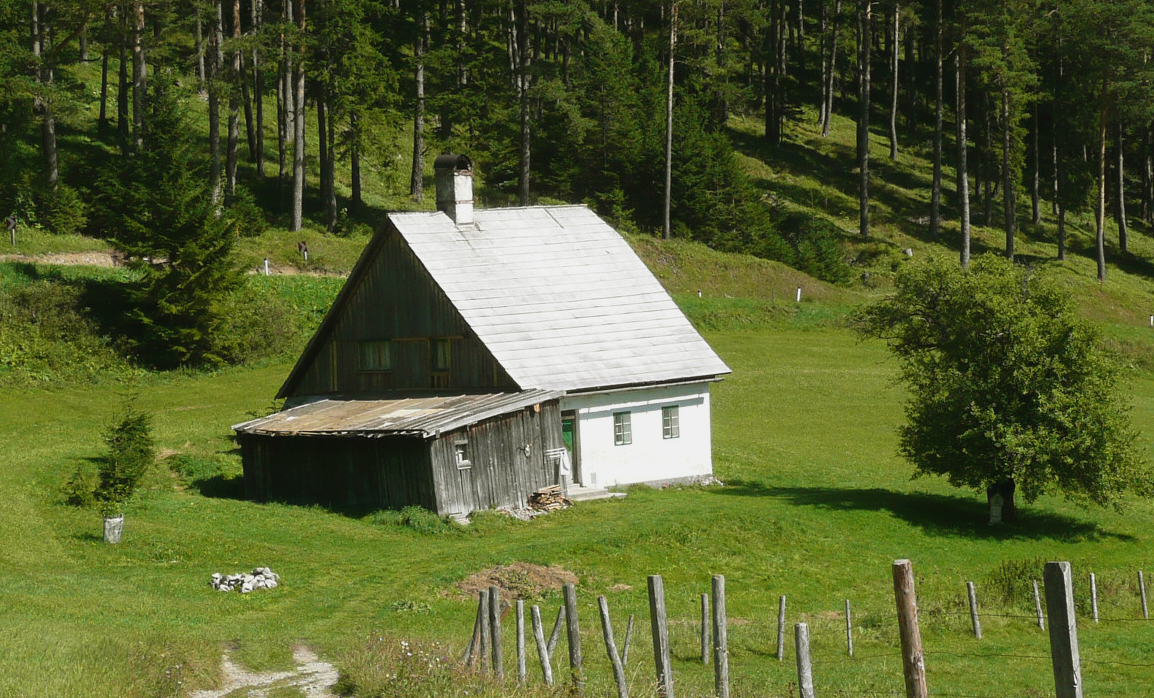
Ferme à Frein